# Francisco Javier López Castro
Francisco Javier López Castro conegut com a Javi López (Barcelona, 3 de març de 1964) és un antic jugador i entrenador de futbol català.
Començà la seva carera d'entrenador al CD Onda, el seu darrer club com a jugador. Posteriorment treballà al Ciudad de Murcia i Novelda CF, tots dos de Segona divisió B. a l'estiu de 2004 arribà a la banqueta del CE Castelló amb la difícil tasca de reemplaçar José Luis Oltra. Tot i que l'equip albinegre no es va allunyar mai de la part de dalt de la classificació, fou destituït el 24 abril de 2005, quan només restaven cinc partits per a la fi de la fase regular. El seu substitut, Álvaro Cervera, aconseguiria l'ascens de categoria aquella mateixa temporada.
Després marxà la UD Salamanca. Va romandre dues campanyes, en la primera de les quals sí que aconseguí ascendir l'equip a la Segona divisió. Al juny del 2007 firmà com a entrenador del Gimnàstic de Tarragona, que acabava de baixar a la segona divisió. El 7 de gener de 2008, degut als mals resultats de l'equip que es trobava a només tres punts de les posicions de descens, va ser destituït com a entrenador.
Al febrer de 2009 es va confirmar el seu fitxatge pel Deportivo Alavés, substituint a Javier Mandiola pels seus mals resultats al davant de l'equip basc.
El 16 de juny de 2009 va ser contractat com a tècnic del Recreativo de Huelva
El 18 de desembre de 2013 es va fer oficial el seu fitxatge pel Girona FC, substituint al tècnic Ricardo Rodríguez Suárez.